# Paul Koretz
Paul Koretz (* 12. September 1885 in Wien; † 7. Januar 1980 in Hollywood, Vereinigte Staaten) war ein österreichischer Künstleragent und Filmfirmenmanager.

## Leben und Wirken
Der Sohn des Prager Prokuristen Julius Koretz (1848–1911) und seiner Frau Clara hatte bis zur Promotion Jura studiert und sich anschließend als Fachanwalt auf Filmrecht und Copyright-Fragen spezialisiert. Im Berlin der Weimarer Republik war Koretz Vertreter von Fox-Europa, des europäischen Ablegers der Fox Film Corporation. Infolge der Machtübernahme in Deutschland und fünf Jahre darauf auch in Österreich floh der Jude Koretz 1938 über England in die USA, wo er am 30. Dezember 1939 ankam. In Hollywood erhielt Paul Koretz eine Anstellung bei der MGM. 1940 gründete der Exilant mit dem Kollegen George Marton die Künstleragentur Playmarket Agency, kehrte aber bereits 1941 wieder zur MGM zurück.
Seit 1948 arbeitete Paul Koretz als selbständiger Filmagent in Hollywood, wo er bis zu seinem Lebensende Anfang 1980 blieb. Paul Koretz pflegte in seinem langen Leben rege Korrespondenz mit Künstlerpersönlichkeiten aus Musik, Literatur und Theater, darunter Paul Dessau, Alma Mahler-Werfel, Paul Abraham, Franz Lehár, Jakob Wassermann, Erwin Piscator, Bruno Frank, Wilhelm Furtwängler, Emmerich Kálmán und Erich Wolfgang Korngold. Sein Sohn Paul Koretz junior (Jahrgang 1955) ist ein bekannter Lokalpolitiker aus West Hollywood, der sich einen Namen als Menschenrechtsaktivist gemacht hat und Aufsehen erregte, als er 2006 ein Amtsenthebungsverfahren gegenüber US-Präsident George W. Bush beantragte.